# Liesbeth Lijnzaad
Elisabeth (Liesbeth) Lijnzaad (Rotterdam, 2 oktober 1960) is een Nederlands juriste en hoogleraar. Per 1 oktober 2017 is zij rechter bij het Internationaal Zeerechttribunaal (ITLOS). 
Lijnzaad studeerde aan de Universiteit van Amsterdam en behaalde een doctoraal internationaal recht (1985) en Nederlands recht (1987). Ze promoveerde in 1994 in het internationaal recht aan de Universiteit Maastricht op het proefschrift Reservations to UN Human Rights Treaties; promotores waren Theo van Boven en Cees Flinterman. Vervolgens was Lijnzaad als juridisch medewerker werkzaam voor het ministerie van Buitenlandse Zaken waar zij in 2006 hoofd van de afdeling Internationaal Recht werd en juridisch adviseur, de voornaamste jurist van het departement; in die functie volgde ze Johan G. Lammers op. Vanuit die functie adviseerde zij de regering en vertegenwoordigde ze Nederland bij internationale gerechtshoven. Zo vertegenwoordigde Lijnzaad in 2013 Nederland succesvol bij het Internationaal Zeerechttribunaal in een zaak om het schip Arctic Sunrise van Greenpeace dat door Rusland geënterd was en in Moermansk aan de ketting gelegd was en waarvan de bemanning niet mocht vertrekken.
Sinds 2006 is Lijnzaad lid van het Permanent Hof van Arbitrage. Ze is bestuurslid van de Koninklijke Nederlandse Vereniging voor Internationaal Recht en sinds 2011 bijzonder hoogleraar Praktijk van het Internationale Recht aan de Universiteit Maastricht. Per 1 oktober 2017 trad Lijnzaad aan als de eerste Nederlandse rechter bij het Internationaal Zeerechttribunaal (ITLOS) in Hamburg. Als juridisch adviseur bij Buitenlandse Zaken werd ze opgevolgd door René Lefeber. Sinds oktober 2023 is Lijnzaad voorzitter is van de Kamer voor Milieugeschillen van het ITLOS.
Op 4 april 2025 ontving Lijnzaad een eredoctoraat van de Universiteit van Aalborg "vanwege haar indrukwekkende loopbaan en uitzonderlijke bijdragen aan het internationaal recht – met name het zeerecht, maar ook de regulering van gewapende conflicten, mensenrechten en vrouwenrechten – en haar vermogen om academische deskundigheid te combineren met diplomatieke en juridische praktijkervaring".
- Bibsys: 90917774
- CiNii: DA08852569
- Gemeinsame Normdatei: 1162864435
- International Standard Name Identifier: 0000 0000 3575 4268
- Library of Congress Control Number: n94103349
- Nationale Bibliotheek van Letland: 000307603
- Nationale Bibliotheek van Israël: 987007604773305171
- Système universitaire de documentation: 081959885
- Virtual International Authority File: 41076694
- WorldCat: E39PBJmTpGFgGqVpw7vtHGKKh3